# دارکوب پیشانی‌قهوه‌ای
دارکوب پیشانی‌قهوه‌ای (نام علمی: Dendrocoptes auriceps) گونه‌ای از پرندگان تیرهٔ دارکوبان (Picidae) است. دامنهٔ آن سراسر مناطق شمالی شبه قاره هند، عمدتاً ارتفاعات پایین تا متوسط هیمالیا را در بر می‌گیرد. در افغانستان، هند، نپال، پاکستان و بوتان یافت می‌شود.
برخی از مقامات طبقه‌بندی همچنان این گونه را در Dendrocopos جای می‌دهند، در حالی که برخی دیگر آن را در سردهٔ Leiopicus جای می‌دهند.
زیستگاه طبیعی آن جنگل‌های معتدل و جنگل‌های کوهستانی نمناک نیمه‌گرمسیری یا گرمسیری است.